# Tiller videregående skole
Tiller videregående skole er en offentlig videregående skole i Tiller i Trondheim kommune. Skolen har cirka 750 elever og 135 ansatte. Skolen udbyder syv uddannelser, både forberedende og erhvervsrettede uddannelser. Det nye Tiller gymnasium stod klar til 750 elever i efteråret 2022 efter at have tilbragt tre år i midlertidige lokaler på Saupstad (gamle Heimdal videregående skole).
Tiller VGS er en knudepunktsskole for hørehæmmede elever.
Skolen blev oprettet i efteråret 1986 under navnet Rosten gymnasium med Vemund Wemundstad som forstander. Hovedsædet var i Mellbye-bygningen i Industriveien 3 i Heimdal. Undervisningen var fordelt på 6-7 pladser fra Klæbu til Nedre Elvehavn. I efteråret 1987 skiftede skolen navn til Tiller videregående skole.
I efteråret 1988 overtog skolen den gamle Breidablikk skole, hvor det meste af undervisningen foregik. En del af undervisningen - og en del af administrationen - var stadig i Mellbye-bygningen og 4-5 andre steder. Administrationen var året efter samlet på Breidablikk.
Skolen blev til sidst samlet til ét rige i hovedbygningen i Industriveien 1. Nybyggeri, ombygning og genbrug af hovedbygningen rummede i alt cirka 600 elever. Administrationen flyttede ind i efteråret 1991, mens alle elever var på plads i marts 1992.
Indførelsen af Reform 94 medførte et behov for mere plads, og skolens værkstedslokaler blev flyttet tilbage til Heimdal Sag. Amtsrådet besluttede ved årsskiftet 1995/1996, at der skulle bygges en ny skole i Tillerbyen, og byggearbejdet startede i april 1998. Skolen stod færdig på Østre Rosten 47 i efteråret 1999.
I august 2022 stod Tiller videregående skole i Østre Rosten færdig til at rumme 750 elever efter både om- og nybyggeri.

## Rektorer
- 1986 - 2002: Vemund Wemundstad
- 2002 - 2011: Torild Ofstad
- 2011 - 2015: Mari Elin Øksendal (fra Ringve videregående skole)
- 2015 - 2023: Kirsti Horne (fra Stryn videregående skole)
- 2023 - Jon Anders Kleven

 Der er for få eller ingen kildehenvisninger i denne artikel, hvilket er et problem. Du kan hjælpe ved at angive troværdige kilder til de påstande, som fremføres i artiklen.